# 鹿兒島縣立甲南高等學校
鹿兒島縣立甲南高等學校是位於日本鹿兒島縣鹿兒島市的公立高等學校。

## 歷史
這所學校的前身是舊制中學校的鹿兒島縣立第二鹿兒島中學校（二中）和舊制高等女學校的鹿兒島縣立第二高等女學校（二高女）。鹿兒島縣立第二鹿兒島中學校成立於1906年，是明治時代的中學造士館的繼承學校之一。起源可以追溯到1773年設立的江戶時代的藩校。鹿兒島縣立第二高等女學校成立於1910年。1948年，二中改組為鹿兒島縣鹿兒島高等學校第四部，二高女改組為鹿兒島縣鹿兒島高等學校第二部。1949年，鹿兒島縣鹿兒島高等學校第四部和第二部合併成立鹿兒島縣甲南高等學校。1956年，更名為鹿兒島縣立甲南高等學校。

## 著名校友
- 赤崎勇（二中）[1] - 化學工程學家，諾貝爾物理學獎得主，日本文化勳章受章者，名古屋大學特別教授及名譽教授，名城大學終身教授及特別榮譽教授
- 今村明恒（中學造士館）[6] - 地震學家，東京帝國大學教授
- 紙屋敦之[1] - 歷史學家，早稻田大學名譽教授
- 藤島武二（中學造士館）[7] - 洋畫家，日本文化勳章受章者，東京美術學校教授
- 甲斐谷忍[1] - 漫畫家
- 西園悟[1] - 動畫和特攝劇的編劇
- 家弓家正[1] - 聲優，演員
- 和田周[1] - 演員
- 宮下純一[1] - 游泳運動員，奧運獎牌得主
- 土屋佳照（二中）[8] - 鹿兒島縣知事，日本官僚（自治事務次官）
- 新元鹿之助（中學造士館）[6] - 鐵道工程專家，臺灣總督府鐵道部長